# Enfermedad inmunoproliferativa del intestino delgado
La enfermedad inmunoproliferativa del intestino delgado, también llamada linfoma del Mediterráneo, es un tipo especial de linfoma que afecta al intestino delgado. Se clasifica dentro de los linfomas de células B y es una variedad del linfoma MALT (linfoma de tejido linfoide asociado a mucosa). Se caracteriza por la proliferación de linfocitos B que producen una IgA anómala. Los síntomas principales son diarrea crónica que puede prolongarse durante meses o años, malabsorción y pérdida de peso.

## Frecuencia
Estos linfomas primarios del intestino delgado representan del 1-4% de todos los tumores malignos gastrointestinales.